# Шарлотта Генсбур
Шарлотта Люсі Генсбур (англ. Charlotte Lucy Gainsbourg, нар. 21 липня 1971) — франко-британська акторка та співачка. Дочка Джейн Біркін і Сержа Генсбура.

## Біографія
Народилася в Лондоні і виросла в Парижі.
Дебютувала як акторка  у фільмі «Слова і музика» (1984) роллю дочки Катрін Денев. Того ж року дебютувала в музиці з піснею її батька «Lemon Incest»
1986 року 15-річна акторка отримала свою першу нагороду «Сезар» за фільм «Безсоромна». Того ж року Генсбур випустила свій дебютний альбом «Charlotte for Ever», який спродюсував її батько Серж Генсбур.
1993 року відбувся англомовний дебют акторки в постановці її дядька «Цементний сад». 1994 року Генсбур зіграла в п'єсі «Олеанна». 1996 року вона виконала головну роль у екранізації роману «Джейн Ейр». 2000 року Генсбур отримала нагороду «Сезар» як найкраща акторка другого плану за фільм «La Bûche».
2001 року була членом журі Каннського кінофестивалю.
2003 року зіграла у фільмі Алехандро Гонсалеса Іньярріту «21 грам». 2004 року випустила спільний сингл «If» із французьким поп-співаком Етьєном Дао.
2006 року Генсбур випустила свій другий альбом «5:55», який був добре сприйнятий критикою і мав комерційний успіх. У Франції він став платиновим. У Великій Британії він зайняв 78-му сходинку чарту.
2007 року з'явилася у фільмах «Наука сну» з Гаелем Гарсією Берналем і в біографічному «Мене там немає» про Боба Ділана, де виконала пісню «Just Like a Woman». За роботу у «Мене там немає» вона отримала нагороду Незалежний дух.
2009 року Генсбур отримала нагороду Каннського кінофестивалю як найкраща акторка за роль у «Антихристі» Ларса фон Трієра.
2009 року фільм «Переслідування» за її участю змагався за Золотого лева на Венеційському кінофестивалі. Того ж року Генсбур випустила свій третій студійний альбом «IRM». Пісня «Heaven Can Wait» з нього була використана у рекламі Starbucks, а пісня «Trick Pony» — у епізоді «Perfect Little Accident» серіалу «Анатомія Грей»
2010 року вийшов фільм «Дерево», де знімалася Генсбур. Наступною вона виконала роль Клер у фантастичній драмі Ларса фон Трієра «Меланхолія».

## Особисте життя
З 1990-х Генсбур перебувала в цивільному шлюбі з актором і режисером Іваном Атталем. У пари є троє дітей — Бен Атталь (12.06.97), Еліс Атталь (08.11.02) і Джо Атталь (16.07.11). Тепер сім'я проживає в Парижі.

### Здоров'я
Влітку 2007 року, після незначного нещасного випадку під час катання на водних лижах у США, акторка почала зазнавати сильних головних болей. Як пізніше з'ясувалося, вона перенесла внутрішньомозковий крововилив, 5 вересня Генсбур була екстрено госпіталізована в паризьку лікарню, де перенесла успішну операцію на мозку.

## У культурі
Зовнішність Шарлотти Генсбур стала прообразом головної протагоністки відеогри Silent Hill 3 — дівчини-підлітка Гізер Мейсон.

## Дискографія
- Charlotte for Ever (1986)
- 5:55 (2006)
- IRM (2009)
- Stage Whisper (2011)
- Rest (2017)

## Фільмографія
| Рік  | Фільм                                  | Оригінальна назва                             | Роль             | Примітки                                            |
| ---- | -------------------------------------- | --------------------------------------------- | ---------------- | --------------------------------------------------- |
| 1984 | Слова і музика                         | Paroles et musique                            | Шарлотта Маркер  |                                                     |
| 1985 | Спокуса Ізабель                        | La tentation d'Isabelle                       | Дитина           |                                                     |
| 1985 | Безсоромна                             | L'effrontée                                   | Шарлотта Кастанг | премія «Сезар»                                      |
| 1986 | Шарлотта назавжди                      | Charlotte for Ever                            | Шарлотта         |                                                     |
| 1988 | Маленьке кохання                       |                                               | Люсі             |                                                     |
| 1988 | Джейн Б. за версією Агнес В.           | Jane B. par Agnès V.                          | Дочка Дж.        |                                                     |
| 1988 | Маленька злодійка                      | La petite voleuse                             | Жанін Кастанг    | номінація на «Сезар»                                |
| 1990 | І світло в тьмі світить                | Il sole anche di notte                        | Матільда         |                                                     |
| 1991 | Дякую, життя                           | Merci la vie                                  | Камілла Пелево   |                                                     |
| 1991 | У всех на виду                         | Aux yeux du monde                             | Джульєтта Маньї  |                                                     |
| 1992 | Закохана                               | Amoureuse                                     | Марі             |                                                     |
| 1993 | Цементний сад                          | The Cement Garden                             | Жюлі             |                                                     |
| 1994 | Підступність слави                     | Grosse fatigue                                | Шарлотта Генсбур |                                                     |
| 1996 | Джейн Ейр                              | Jane Eyre                                     | Джейн Ейр        |                                                     |
| 1996 | Анна Оз                                | Anna Oz                                       | Анна Оз          |                                                     |
| 1996 | Кохання і т. д.                        | Love, etc.                                    | Марі             | номінація на «Сезар»                                |
| 1999 | Порушниця                              | The Intruder                                  | Катрін Жирар     |                                                     |
| 1999 | Різдвяний пиріг                        | La bûche                                      | Міла Робін       | премія «Сезар»                                      |
| 2000 | Пристрасно                             | Passionnément                                 | Еліс Алмейда     |                                                     |
| 2000 | Знедолені                              | Les misérables                                | Фантіна          |                                                     |
| 2001 | Фелікс і Лола                          | Félix et Lola                                 | Лола             |                                                     |
| 2001 | Моя дружина актриса                    | Ma femme est une actrice                      | Шарлотта         |                                                     |
| 2002 | Чудесна одисея одного ідіота           | La merveilleuse odyssée de l'idiot Toboggan   |                  |                                                     |
| 2003 | 21 грам                                | 21 Grams                                      | Мері Ріверс      |                                                     |
| 2004 | Міжнародна зірка                       | Une star internationale                       | Шарлотта Генсбур | короткометражка                                     |
| 2004 | І жили довго і щасливо                 | Ils se marièrent et eurent beaucoup d'enfants | Габріель         |                                                     |
| 2005 | Один залишається, інший іде            | L'un reste, l'autre part                      | Юдіт             |                                                     |
| 2005 | Леммінг                                | Lemming                                       | Бенедікт Гетті   |                                                     |
| 2006 | Новий світ                             | Nuovomondo                                    | Люсі Рід         |                                                     |
| 2006 | Як одружитись і залишитись неодруженим | Prête-moi ta main                             | Емма             | номінація на «Сезар»                                |
| 2006 | Наука сну                              | La science des rêves                          | Стефані          |                                                     |
| 2007 | Мене там немає                         | I'm Not There                                 | Клер             | премія Незалежний дух                               |
| 2008 | Місто кінцевого призначення            | The City of Your Final Destination            | Арден Ленгдон    |                                                     |
| 2009 | Антихрист                              | Antichrist                                    | Вона             | нагорода Каннського кінофестивалю                   |
| 2009 | Переслідування                         | Persécution                                   | Соня             |                                                     |
| 2010 | Дерево                                 | The Tree                                      | Дон              |                                                     |
| 2011 | Меланхолія                             | Melancholia                                   | Клер             |                                                     |
| 2011 | Зізнання нащадка століття              | Confession of a Child of the Century          | Брігітта         |                                                     |
| 2012 | Не заходити, ми не одягнені            | Do Not Disturb                                | Лілі             |                                                     |
| 2013 | Німфоманка                             | Nymphomaniac                                  | Джо              | фільм з двох частин                                 |
| 2014 | Самба                                  | Samba                                         | Аліса            |                                                     |
| 2017 | Привиди Ісмаеля                        |                                               | Сільвія          |                                                     |
| 2017 | Обіцянка на світанку                   |                                               | Міна Кацев       | номінація на премію «Сезар» за найкращу жіночу роль |
| 2018 | Здається, ми залишилися одні           | I Think We're Alone Now                       | Вайолет          |                                                     |
| 2022 | Блідо-блакитне око                     |                                               | Петсі            |                                                     |
| 2023 | Наречений з all inclusive              |                                               | Роксана          |                                                     |
| 2023 | Альфонс                                |                                               | Марго            | серіал, 6 епізодів                                  |
| 2024 | Nous, les Leroy                        |                                               | Сандрін Лерой    |                                                     |
| 2025 | Фінікійська схема                      | The Phoenician Scheme                         | перша дружина    |                                                     |